# 사나이 가슴에 비가 내린다
사나이 가슴에 비가 내린다는 1971년 공개된 대한민국의 영화이다.

## 배역
- 신성일
- 박노식